# Mingo (football)
Carlos Domingo Pladevall, plus connu sous le nom de Mingo, né le 10 juin 1977 à Hostalric (province de Gérone, Espagne), est un footballeur espagnol qui jouait au poste de défenseur.

## Biographie

### En club
Mingo commence à jouer avec le club d'Hostalric de 1987 à 1990.
En 1990, à l'âge de 13 ans, il rejoint La Masia, le centre de formation du FC Barcelone.
Il joue la saison 1994-1995 avec le FC Barcelone C, puis de 1995 à 1997 avec le FC Barcelone B. Il joue deux matches de la Copa Catalunya avec l'équipe première du Barça : le 24 mai 1994 face à l'UE Sant Andreu (victoire 2 à 0) et le 27 mai 1997 face à Mataró (victoire 5 à 0).
En 1997, il rejoint le Sporting de Gijón avec qui il débute en première division. Le Sporting termine à la dernière place du classement et se voit relégué en deuxième division.
En 2000, il rejoint le Rayo Vallecano. Il joue 10 matchs en Coupe de l'UEFA avec le Rayo. Le club, "invité" par l'UEFA à disputer cette compétition, s'incline en quart de finale contre le Deportivo Alavés. En 2001, Mingo est transféré au Real Betis, où il reste jusqu'en 2004. Il réalise une bonne première saison au Betis, mais lors des deux suivantes il est souvent remplaçant.
De 2004 à 2006, Mingo joue avec l'Albacete Balompié. Ensuite, de 2006 à 2012, il milite dans les rangs du Gimnàstic de Tarragona, club où il met un terme à sa carrière.
Le bilan de la carrière professionnelle de Mingo en championnat s'élève à 134 matchs en première division (un but), et 279 matchs en deuxième division (3 buts).

### En équipe nationale
Mingo participe au championnat d'Europe de 1993 avec l'Espagne des moins de 16 ans. Il remporte ensuite le championnat d'Europe en 1995 avec l'équipe d'Espagne des moins de 18 ans.
Il participe aux Jeux méditerranéens de 1997 et à la Coupe du monde des moins de 20 ans en 1995. Lors du mondial junior organisé au Qatar, il joue trois matchs : contre le Japon, le Chili, et le Portugal.
Mingo joue également trois matches avec l'équipe d'Espagne des moins de 23 ans.